# New Holland, Lincolnshire
New Holland är en ort och civil parish i North Lincolnshire, Storbritannien. Den ligger i grevskapet Lincolnshire och riksdelen England, i den sydöstra delen av landet, 240 km norr om huvudstaden London. New Holland ligger 4 meter över havet och antalet invånare är 955.
Terrängen runt New Holland är platt. Havet är nära New Holland åt nordost. Runt New Holland är det ganska tätbefolkat, med 139 invånare per kvadratkilometer. Närmaste större samhälle är Kingston upon Hull, 5,2 km norr om New Holland. Trakten runt New Holland består till största delen av jordbruksmark.